# Nazionale di bob dell'Unione Sovietica
La Nazionale di bob dell'Unione Sovietica (in russo сборная СССР по бобслею?, sbornaja SSSR po bobsleu) è stata la selezione sportiva che ha rappresentato l'Unione delle Repubbliche Socialiste Sovietiche (URSS) nelle competizioni internazionali di bob.
Lo sviluppo sovietico del bob e delle piste artificiali iniziò durante la Guerra fredda, in particolare dopo le Olimpiadi invernali del 1980 a Lake Placid, che furono vissute come una sconfitta dell'Unione Sovietica, giunta al secondo posto per numero complessivo di medaglie vinte. In poco tempo venne fondata la federazione sovietica di bob, nella convinzione che, se l'URSS era riuscita addirittura a costruire un veicolo per mandare un uomo a conquistare lo spazio, allora avrebbe potuto realizzare anche un bob capace di arrivare sul podio olimpico: nonostante l'assenza di una grossa tradizione sportiva in questa disciplina, l'obbiettivo venne raggiunto nelle successive olimpiadi di Sarajevo 1984 e Calgary 1988, con un bilancio complessivo di una medaglia d'oro e due di bronzo, a cui si aggiunsero numerose altre medaglie nei campionati mondiali ed europei.
La storia sportiva del bob sovietico ebbe breve vita: dopo la caduta del comunismo, l'attività agonistica subì un immediato declino sia per motivi economici che territoriali (l'unica pista da bob era stata costruita in Lettonia). L'eredità bobbistica fu poi lasciata agli atleti lettoni, che riuscirono a tornare sul podio alle olimpiadi di Soči 2014.

## Storia

### Contesto storico
Nel 1968 fu fondata la Federazione di slittino e bob della Lettonia sovietica; tuttavia, non esistendo alcun bob nel paese, lo sport non veniva praticato, anche perché la pista di Cēsi era considerata già fin troppo pericolosa per lo slittino. A metà degli anni 1970 venne costruito il primo bob lettone da Ilya Janson della RVR e successivamente testato sulla pista di Cīrulīši. Peraltro, tra il 1970 e il 25 maggio 1971, venne organizzata la 14ª edizione della lotteria nazionale sportiva che raccolse otto milioni di rubli e portò alla costruzione di una pista d'atletica in tartan allo stadio Lenin di Mosca, una pista da bob a Bratsk (in Siberia), un comprensorio sciistico sui monti Chibiny (nella Penisola di Kola), un centro sportivo a Kalinin e una pista artificiale da sci a Kavgolovo. A tal proposito nel 1972 è registrato, quale esempio di "buon vicinato", uno scambio di esperti della Germania dell'Est per allenare una squadra sovietica di bob, con allenatori sovietici per aiutare lottatori e ginnasti.
Nell'annuario sovietico Всё о спорте (Tutto sugli sport) del 1978 veniva affermato categoricamente che "il bob non è praticato in URSS" e che questo sport olimpico era poco popolare e poco promettente.
Ai XIII Giochi olimpici invernali di Lake Placid 1980 la delegazione dell'Unione Sovietica si posizionò solo al secondo posto nella classifica per numero di medaglie vinte, alle spalle della Germania dell'Est. La leadership sovietica visse tale risultato come una sconfitta e puntò allora la propria attenzione sullo sviluppo di sport che non erano ancora praticati in URSS, tra cui il bob, dato che la DDR era riuscita a vincere ben quattro medaglie olimpiche (un oro, un argento e due bronzi). A questo proposito, il Politburo del Comitato centrale del PCUS convocò il presidente del Comitato sportivo sovietico, Sergej Pavlov, perché spiegasse come fosse potuto accadere. Pavlov si giustificò dicendo che il bob era uno sport costoso, per cui in URSS non esisteva alcun centro sportivo per la sua pratica e conseguentemente non esisteva neppure una tradizione sportiva di base in questa disciplina. A questa semplice risposta il segretario generale del Comitato centrale Leonid Il'ič Brežnev replicò che se l'Unione Sovietica era stata capace di costruire razzi per conquistare lo spazio, allora sarebbe stato altrettanto capace di costruire un bob. Successivamente, venne istituita una speciale commissione per lo sviluppo del bob, presieduta dal Primo Segretario del Partito Comunista di Lettonia Augusts Voss, per trovare il modo di fabbricare l'equipaggiamento sportivo per scendere con il bob lungo le montagne sovietiche.

### Sviluppo sovietico del bob
Nessuno dei funzionari responsabili dello sviluppo degli sport in URSS avrebbe mai acquistato in Occidente una costosa e competitiva guidoslitta con un valore vicino ai 100.000 dollari. Il progetto di sviluppo delle slitte da bob sovietiche venne così affidato alla Fabbrica elettrotecnica statale (Valsts elektrotehniskā fabrika, VEF) di Riga, all'epoca considerata un "fiore all'occhiello dell'industria socialista". Per ordine del direttore generale Oleg Lenev, venne creata squadra di ingegneri VEF composta dal capo dell'officina di riparazione macchine, Hari Sčanks, il designer Ivar Janson, lo specialista di materie plastiche Uldis Miglans, i meccanici Janis Akolov e Arvid Miesis. Il gruppo sperimentale era guidato dal direttore del club sportivo VEF Evgeny Kisiels.
Dal punto di vista sportivo, tutto il lavoro di progettazione fu supervisionato dall'ingegnere ed atleta lettone Rolands Upatnieks, già detentore di record mondiali di sport acquatici, pugile, un amante di molti altri sport, slittinista alle olimpiadi di Innsbruck nel 1976 e all'epoca allenatore della nazionale di slittino lettone. Upatnieks guidò così il primo gruppo di atleti che, nel maggio 1980, costituirono la prima selezione di bobbisti dell'URSS. Avendo intrapreso con entusiasmo questo nuovo sport, Upatnieks promise al Comitato sportivo sovietico che già alle successive Olimpiadi di Sarajevo 1984 i bobbisti dell'URSS avrebbero certamente vinto una medaglia:
(Rolands Upatnieks)
Nel maggio 1980 venne creata la Federazione del bob dell'URSS (in russo Федерация бобслея СССР?, Federačija bobsleja SSSR), che divenne membro affiliato della Fédération internationale de bobsleigh et de tobogganing (FIBT) e nel 1980 un delegato della Federazione Russa partecipò per la prima volta al congresso della FIBT tenutosi a Cortina d'Ampezzo nel 1981. Il professore dell'Università statale di Mosca Samvel Grigorjan divenne il primo presidente della Federazione Sovietica di bob.
Le prime gare nazionali di bob si svolsero nella città Čusovoj sui monti Urali nel 1981, con la partecipazione di due sole squadre maschili.
Un gruppo di specialisti della VEF, dopo aver studiato rapidamente tutta la storia della tecnologia bobbistica dei precedenti 60 anni, riuscì ad acquistare con valuta estera un bob modello Podar di fabbricazione italiana, utilizzato sulla pista di Sinaia, in Romania. Furono così realizzati i primi prototipi entro la fine del 1980. Come la controparte italiana, il bob sovietico era costituito da due parti collegate da una barra di torsione flessibile. Dopo aver testato i prototipi, i bobbisti sovietici fecero una serie di commenti che furono presi in considerazione dagli ingegneri durante la finalizzazione del progetto.
Nel gennaio 1981 la nazionale sovietica di bob fece il suo debutto in Austria al Campionato europeo di bob 1981 ad Igls dove, a sorpresa, i bobbisti Jānis Skrastiņš e Rihards Kotāns stabilirono il primato della pista, anche se in gara non ebbero altrettanto successo. Ai Campionati del mondo di bob 1981 l'equipaggio composto da Jānis Ķipurs e Aivars Šnepst giunse al 9º posto. Nella stagione 1981-1982 la squadra arrivò quarta nella Coppa Veltin. Successivamente, su suggerimento di Rolands Upatnieks, il gruppo sperimentale costruì un bob monoblocco, anziché prefabbricato in due parti saldate, dandogli la forma di un razzo aerodinamico con minor resistenza all'aria e quindi maggiore velocità. Alle primissime competizioni internazionali del 1983, il cosiddetto "razzo russo" (come fu chiamato il bob lettone in Occidente) condotto da Ķipurs e Šnepst conquistò il secondo posto. Questo successo diede l'avvio al boom del bob in Unione Sovietica.

### Successo della disciplina
Oltre a migliorare il design del bob, gli atleti sovietici si concentrarono su accelerazione e spinta, che veniva condotta per 15-20 metri in più rispetto agli avversari, consentendo un vantaggio medio di un decimo di secondo al primo rilevamento cronometrico, che poi aumentava finanche a 3 o 4 decimi in caso di percorso pulito della pista.
Ciononostante, vi furono anche grandi difficoltà con l'allenamento: inizialmente, i bobbisti si allenavano su piste naturali che non soddisfacevano in alcun modo gli standard internazionali, come ad esempio la pista lettone di Čiruliši . Non avendo esperienza nel percorrere le piste ghiacciate, i sovietici furono vittime di incidenti e lesioni. Nel 1981, durante una sessione di allenamento in Austria, morì il talentuoso pilota della nazionale sovietica Imant Karlsons.
In seguito venne costruita nella città baschira di Meleuz la prima pista da bob dell'Unione Sovietica, che però non soddisfaceva gli standard internazionali, soprattutto per quanto riguardava la sicurezza. Dal 22 al 28 febbraio 1982 si svolse qui la prima tappa del primo Campionato sovietico di bob, seguito nel 1983 dalla Coppa sovietica di bob.
Solo nel 1986 fu commissionata a Sigulda (Lettonia) una pista per bob con ghiaccio artificiale, progettata da tecnici tedeschi e dall'istituto di progettazione Latgiproprom e costruita dagli operai jugoslavi che avevano già realizzato la pista olimpica di Sarajevo.
A seguito di ciò, nell'Unione Sovietica scoppiò un vero boom del bob e nei campionati nazionali si presentarono fino a 50 equipaggi in rappresentanza di diverse regioni, dalla Siberia alla Georgia. Nel 1986 il bob è stato presentato nella VI Spartachiade invernale dei popoli dell'URSS, tenutasi a Meleuz dal 9 al 15 febbraio 1986, dove nel bob a due vinsero i bobbisti di Leningrado Vyacheslav Shchavlev e Alexander Puchkov e nel bob a quattro l'equipaggio della SSR lettone (Janis Kipurs, Maris Poikans, Ivars Berzups e Juris Yaudzems). Nel 1990, le gare di bob dell'ultima edizione delle Spartachiadi invernali si svolsero a Sigulda.
Nel 1987, sulla base dei sindacati VDSO, fu creata la squadra giovanile dell'URSS (prima di allora, nel 1984, la squadra nazionale giovanile dei sindacati dell'URSS sotto la guida di Yuri Chubarykin).

### Vittoria olimpica

Il bob a quattro sovietico vincitore della medaglia di bronzo alle Olimpiadi di Calgary 1988, in un francobollo emesso dalla
Repubblica Popolare di Kampuchea

Ai XIV Giochi olimpici invernali di Sarajevo 1984, i sovietici si presentarono con un bob innovativo, descritto come un "missile", "sigaro sovietico" o "squalo martello". L'equipaggio di Zintis Ėkmanis e Vladimir Aleksandrov conquistò la prima e storica medaglia di bronzo, mantenendo così la promessa di Rolands Upatnieks. Per la costruzione del bob monolitico della VEF da portare a Sarajevo, vennero offerti 80-100.000 dollari, ma l'accordo non venne raggiunto.
A seguito delle pressioni da parte della Germania Orientale, il bob monopezzo progettato da Upatnieks fu bandito dalla commissione tecnica dell'International Bobsleigh Federation. A questo divieto i progettisti della VEF risposero sviluppando un bob realizzato in due parti, a cui attaccarono una carenatura unica. Il prototipo venne testato in Germania, all'interno della galleria del vento della BMW, ottenendo risultati assolutamente sorprendenti.
Successivamente, si iniziò lo sviluppo dei bob in tutta l'Unione Sovietica, anche presso le più note aziende aerospaziali e aeronautiche, come il Centro di ricerca e produzione spaziale Chruničev e le industrie Antonov e Kamov. La sola VEF produsse oltre 100 bob.
Nella Coppa del mondo 1985-1986 i bobbisti sovietici vinsero per la prima volta l'oro e l'argento nel doppio (piloti e Vyacheslav Schavlev).
Alle Olimpiadi di Calgary nel 1988, il lettone Jānis Ķipurs insieme al russo Vladimir Kozlov portarono all'Unione Sovietica il primo oro nella storia delle competizioni di bob, e nel bob a quattro vinsero con Guntis Osis e Juris Tone anche il bronzo.

### Declino

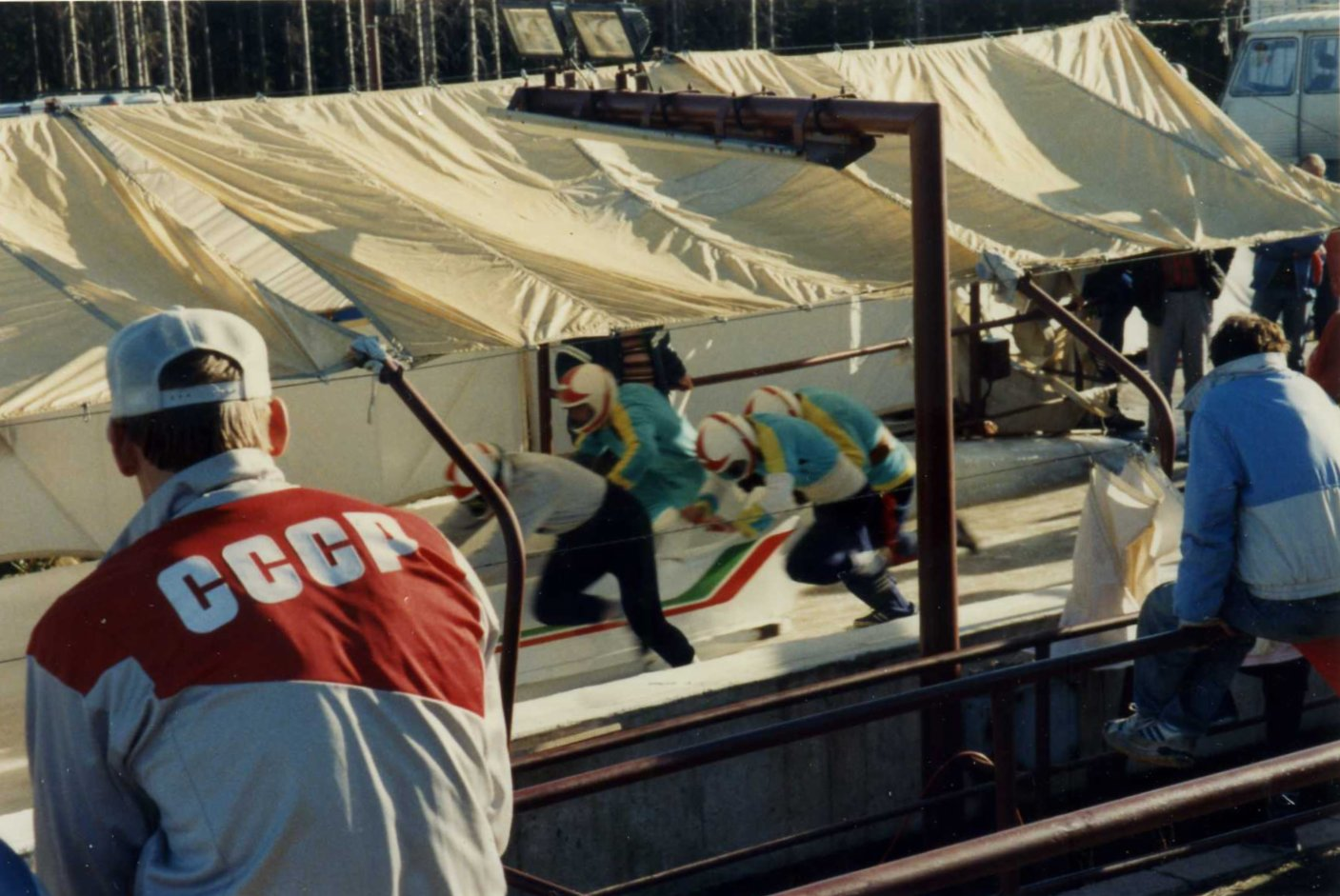
Un membro della squadra sovietica di bob mentre osserva una gara ad Altenberg (13 novembre 1989)

Nonostante il trionfo olimpico a Calgary, nel 1988 Rolands Upatnieks fu rimosso dalla posizione di capo allenatore della squadra nazionale sovietica, ufficialmente per la poca capacità nella gestione finanziaria, in realtà per il suo "campanilismo" nella selezione della squadra che, secondo i leader del Comitato sportivo statale, comprendeva fino all'80% di bobbisti lettoni. Dopo questo cambio di vertice i risultati del bob sovietico declinarono rapidamente: nel 1989 l'Unione Sovietica giunse infatti all'ultimo posto ai Mondiali.
Il crollo del comunismo e dell'Unione Sovietica e la perdita della base per la produzione di nuovi bob completarono il declino di questo sport costoso. Nel 1990 i bobbisti lettoni si rifiutarono di prendere parte ai Campionati mondiali di bob 1990 sotto la bandiera dell'Unione Sovietica, mentre durante la lotta per l'indipendenza della Lettonia del 1991 decisero di abbandonare la Coppa del mondo che stavano dominando. Nel settembre 1991, durante la sessione del CIO a Berlino, la Lettonia venne inserita tra le nazioni olimpiche e nel febbraio 1992 partecipò alle Olimpiadi invernali di Albertville con la propria bandiera, portata dal bobbista Jānis Ķipurs (all'epoca infortunato).
Per molti anni successivi i bobbisti lettoni e russi non ebbero la possibilità di essere competitivi nelle gare internazionali: pur riuscendo a presentare una squadra alle olimpiadi invernali del 1992, 1994 e 1998, la Russia si classificò sempre tra il 30º e il 35º posto; la Lettonia invece giunse al 5º e 6º posto (rispettivamente nel doppio e nel quadruplo) ai Giochi di Nagano 1998 e ritornò sul podio a Soči 2014 (oro nel bob a quattro e bronzo nel bob a due).

## Partecipazione ai Giochi olimpici invernali

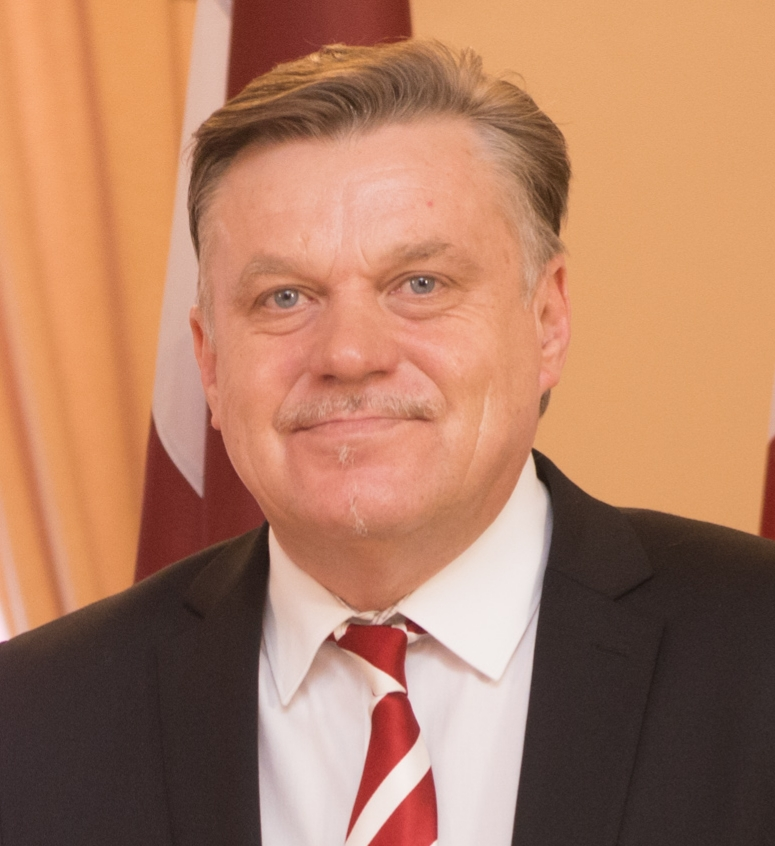
Zintis Ėkmanis nel 2015

La nazionale di bob dell'Unione Sovietica partecipò a sole due edizioni dei giochi olimpici invernali (Sarajevo 1984 e Calgary 1988), vincendo una medaglia d'oro e due di bronzo.

### Bob a quattro maschile
| anno | città    | classifica | composizione |
| ---- | -------- | ---------- | --- |
| 1984 | Sarajevo | 6 12       | Jānis Ķipurs, Māris Poikāns, Ivars Bērzups, Aivars Šnepsts Zintis Ėkmanis, Jānis Skrastiņš, Rihards Kotāns, Vladimir Aleksandrov |
| 1988 | Calgary  | 3 5        | Jānis Ķipurs, Guntis Osis, Juris Tone, Vladimir Kozlov Māris Poikāns, Olafs Kļaviņš, Ivars Bērzups, Juris Jaudzems               |

### Bob a due maschile
| anno | città    | classifica | composizione                                                      |
| ---- | -------- | ---------- | ----------------------------------------------------------------- |
| 1984 | Sarajevo | 3 4        | Zintis Ėkmanis, Vladimir Aleksandrov Jānis Ķipurs, Aivars Šnepsts |
| 1988 | Calgary  | 1 9        | Jānis Ķipurs, Vladimir Kozlov Zintis Ėkmanis, Aivars Trops        |

## Partecipazione ai Campionati mondiali
La nazionale sovietica debuttò ai Campionati mondiali di bob 1981 sulla pista olimpica di Cortina d'Ampezzo. La prima medaglia mondiale (bronzo) venne conquistata nel 1985 sulla pista di bob del Lago Blu a Cervinia da Zintis Ėkmanis (bronzo olimpico a Sarajevo 1984) e Nikolaj Žirov.

### Bob a quattro maschile
| anno | città             | classifica | composizione                                                  |
| ---- | ----------------- | ---------- | ------------------------------------------------------------- |
| 1981 | Cortina d'Ampezzo | 8          | Jānis Ķipurs, Jānis Skrastiņš, Dainis Pridāns, Aivars Šnepsts |
| 1982 | Sankt Moritz      | 7          | n.d.                                                          |

### Bob a due maschile
| anno | città             | classifica | composizione                       |
| ---- | ----------------- | ---------- | ---------------------------------- |
| 1981 | Cortina d'Ampezzo | 9          | Jānis Ķipurs, Aivars Šnepst        |
| 1982 | Sankt Moritz      | 7          | Jānis Ķipurs, Aivars Šnepsts       |
| 1985 | Cervinia          | 3          | Zintis Ėkmanis, Nikolaj Žirov      |
| 1987 | Sankt Moritz      | 4          | Jānis Ķipurs, Vladimir Aleksandrov |
| 1989 | Cortina d'Ampezzo | 3          | Jānis Ķipurs, Aldis Intlers        |
| 1990 | Sankt Moritz      | 4          | Zintis Ėkmanis, Juris Tone         |

## Partecipazione ai Campionati europei

### Bob a quattro maschile
| anno | città    | classifica | composizione                                         |
| ---- | -------- | ---------- | ---------------------------------------------------- |
| 1981 | Igls     |            | Jānis Ķipurs, Aivars Šnepst                          |
| 1987 | Cervinia | 6          | Māris Poikāns, Rožkalns, Aris Abolinš, Ivars Bērzups |

### Bob a due maschile
| anno | città        | classifica | composizione                                                      |
| ---- | ------------ | ---------- | ----------------------------------------------------------------- |
| 1984 | Igls         | 1 3        | Jānis Ķipurs, Aivars Šnepsts Zintis Ėkmanis, Vladimir Aleksandrov |
| 1985 | Sankt Moritz | 1 6        | Zintis Ėkmanis, Vladimir Aleksandrov Jānis Ķipurs, Māris Poikāns  |
| 1987 | Cervinia     | 2          | Jānis Ķipurs, Vladimir Aleksandrov                                |
| 1988 | Sarajevo     | 3          | Vjaceslav Savlev, Aleksej Golovin                                 |
| 1989 | Winterberg   | 7          | Jānis Ķipurs, Aldis Intlers                                       |
| 1990 | Igls         | 2 3        | Zintis Ėkmanis, Juris Tone Māris Poikāns, Andrej Gorokhov         |